# Місько Павло Андрійович
Павло Андрійович Місько (біл. Па́вел Андрэ́евіч Місько́, 14 березня 1931, Старцевичі, Мінська область — 9 червня 2011, Мінськ) — білоруський дитячий письменник, письменник-фантаст, гуморист, та перекладач.

## Біографія
Павло Місько народився в селі Старцевичі Слуцького району. У 1955 році він закінчив відділення журналістики філологічного факультету Білоруського державного університету, після чого розпочав працювати в районній газеті «Сцяг Леніна» міста Давид-Городок. У 1959—1964 роках Місько працював власним кореспондентом газети «Звязда» по Гродненській області. У 1964—1967 роках він працював літературним співробітником «Сельскай газеты», а в 1967—1971 роках був завідувачем відділом культури видавництва «Літаратура і мастацтва». У 1971—1972 роках Павло Місько працював у журналі «Полымя» завідувачем відділом науки та мистецтва, а в 1972—1976 роках працював у цьому ж журналі завідувачем редакцією прозових творів. У 1976—1980 роках Павло Місько працював заступником головного редактора видавництва «Мастацкая літаратура». Пізніше письменник проживав у Мінську, займався творчою діяльністю. Помер Павло Місько у 2011 році в Мінську.

## Літературна творчість
Павло Місько розпочав літературну діяльність у 1958 році, коли його перше оповідання вийшло друком в альманаху «Брест». У 1964 році вийшла друком перша збірка письменика «Відмова від хреста» (біл. Адмаўленне ад крыжа). Протягом наступних 10 років виходять друком 3 збірки творів письменника, а в 1972 році виходить друком збірка сатиричних творів автора «Дивак-чоловік» (біл. Дзівак-чалавек). У 1972 році виходить також один із найвідоміших дитячих творів письменника — повість «Новоселы, або Правдива, іноді весела, а іноді страшнуватая книга про незвичайний місяць у житті Жені Мурашки» (біл. Новосёлы, або Праўдзівая, часам вясёлая, часам страшнаватая кніга пра незвычайны месяц у жыцці Жэні Мурашкі). У 1976 році вийшов друком перший роман письменника «Море Геродота». У 1977 році вийшла друком дитяча повість автора «Пригоди Бульбобів» (біл. Прыгоды Бульбобаў), яку можна віднести до жанру дитячої фантастики. Наступного року вийшла друком повість Міська «На чарівному острові, або Баба Яга — Золота Нога» (біл. На зачараваным востраве, або Баба Яга – Залатая Нага), яку можна віднести до жанру дитячого детективу. У 1985 році вийшла друком перша повноцінна фантастична повість Павла Міська «Грот афаліни», в якій на фоні фантастичного сюжету описується боротьба жителів тропічного архіпелагу за незалежність своєї батьківщини. У 1987 році вийшла друком дитяча фантастична повість письменника «Ерпіди на планеті Земля» (біл. Эрпіды на планеце Зямля), в які розповідається про прибуття на Землю посланців позаземної цивілізації — розумних роботів-ерпідів. У 2007 році в збірці творів письменника вийшли друком ще дві його фантастичні повісті "Острів «Мертва голова» та антиутопія «Ніль адмірари, або Я вибираю смерть». Павло Місько відомий також як перекладач, зокрема він переклав білоруською мовою роман Миколи Гоголя «Мертві душі».

### Романи
- 1976 — Мора Герадота
- 1980 — Градабой
- 1990—1994 — Хлопцы, чые вы будзеце…

### Збірки
- 1964 — Адмаўленне ад крыжа
- 1967 — Калодзеж
- 1968 — Гаспадыні свайго лёсу
- 1972 — Дзівак-чалавек
- 1973 — Дрэва жыцця
- 1974 — Калянае лісце
- 1978 — Чэрці ў коміне
- 1984 — Вясельны марафон
- 1986 — Між мінулым і будучым
- 1987 — Эрпіды на планеце Зямля
- 1988 — Лекцыя з падвывам
- 1994 — Акрабат у бутэльцы
- 2001 — Ружовыя ліўні
- 2007 — Прыгавораны да жыцця

### Повісті
- 1970 — Падарожжа ў калгас
- 1971 — Зямля ў нас такая
- 1971 — Чырвонае неба
- 1972 — Новосёлы, або Праўдзівая, часам вясёлая, часам страшнаватая кніга пра незвычайны месяц у жыцці Жэні Мурашкі
- 1973 — Гуси мои, лебеди…
- 1977 — Поезд ішоў на захад
- 1977 — Жесткие листья
- 1977 — Тихое лето
- 1977 — Прыгоды Бульбобаў
- 1978 — На зачараваным востраве, або Баба Яга — Залатая Нага
- 1985 — Грот афаліны
- 1987 — Эрпіды на планеце Зямля
- 1989 — С кем идти а разведку
- 1991 — Развітальная гастроль
- 1993 — Прыйдзі, дзень-залацень!
- 1996 — «Як на нашы імяніны…»
- 2007 — Востраў «Мёртвая галава»
- 2007 — Ніль адмірары, або Я выбіраю смерць
- 2007 — Зялёныя змеі